# 锯齿叶垫柳
锯齿叶垫柳（学名：Salix crenata）为杨柳科柳属的植物，是中国的特有植物。分布在中国大陆的云南等地，生长于海拔4,300米至4,800米的地区，一般生长在高山灌丛或潮湿的岩缝中，目前尚未由人工引种栽培。